# مالاندو گاساما
مالاندو گاساما (سوئدی: Malando Gassama؛ ‏ ۷ فوریهٔ ۱۹۴۶ – ۲۵ ژانویهٔ ۱۹۹۹) موسیقی‌دان و طبل‌زن اهل گامبیا بود که دوران حرفه‌ای موسیقی خود را در سوئد گذراند. نخستین اثر هنری او در سال ۱۹۶۹ (زنده‌باد سوپر ایگلز) منتشر شد.
او علاوه بر همکاری نزدیک به گروه موسیقی آبا (به‌ویژه در آلبوم‌های آبا: آلبوم و آیا می‌خواهی که) با هنرمندان دیگری چون آنی-فرید لینگستاد، تد گاردستاد، بت میدلر، یانه خافر، بیورن خیفس، بیورن ییسون لیند، مونیکا زترلوند، توماس لدین، دیوید سنبورن و جاکو پاستوریوس همکاری کرد.